# Крушинский, Станислав Иосифович
Станисла́в Ио́сифович Круши́нский (7 [20] мая 1914, Фастов — 20 ноября 1985, Киев) — украинский советский архитектор, лауреат премии Совета Министров СССР.

## Биография
Родился в г. Фастове, в двухлетнем возрасте остался сиротой. Окончил семилетнюю школу в селе Фастовец (Киевская область). В 1920-х годах после окончания краткосрочных курсов стал учительствовать. Позднее переехал на север России, работал каменщиком, грузчиком в порту Кемь, был рыбаком на Белом море.
Участник Великой Отечественной войны, был призван в Красную армию в апреле 1941 года в Казахстане. Прошёл от Сталинграда до Берлина, вернулся с фронта с боевыми наградами.
С 1945 года жил в Киеве. Станислав Крушинский не имел высшего образования. Однако его фронтовые зарисовки фактически стали рекомендацией для приема на работу архитектором в проектный институт «Киевгипротранс» (до 1951 года — «Киевтрансузелпроект»). С 1945 года занимался проектированием железнодорожных вокзалов Советского Союза. Постоянно занимался самообразованием, приобретал знания и опыт, принимал участие в творческих архитектурных конкурсах. Крушинский является автором вокзалов станций Имени Тараса Шевченко, Знаменка-Пассажирская и Слободка Одесской железной дороги (все 1950—1952, в составе творческих коллективов, совместно с архитекторами Георгием Домашенко, Геннадием Гранаткиным).
В 1958 году на открытом конкурсе архитектурного оформления станций первой очереди Киевского метрополитена был избран победителями два проекта института «Киевгипротранс»: станция «Арсенальная» — архитекторы Геннадий Гранаткин, Станислав Крушинский, Наталья Щукина и «Днепр» — архитекторы Слава Павловский, Геннадий Гранаткин, Анатолий Игнащенко, Пётр Красицкий, Станислав Крушинский. Также Станислав Крушинский является одним из авторов станции метро «Крещатик».
В 1973 году Станислав Крушинский в составе творческого коллектива стал лауреатом премии Совета Министров СССР за проект автобусно-железнодорожного вокзала Челябинска.
Станислав Крушинский много путешествовал по стране. Свои впечатления от путешествий воплощал в живописных произведениях, был членом Киевского клуба художников-любителей. В июне 1982 году в киевском Доме архитекторов состоялась его персональная выставка живописных работ.
Умер 20 ноября 1985 года в Киеве, похоронен на Байковом кладбище.

## Семья
- Сын — Анатолий Крушинский — украинский архитектор, автор многих станций Киевского метрополитена.

## Изображения

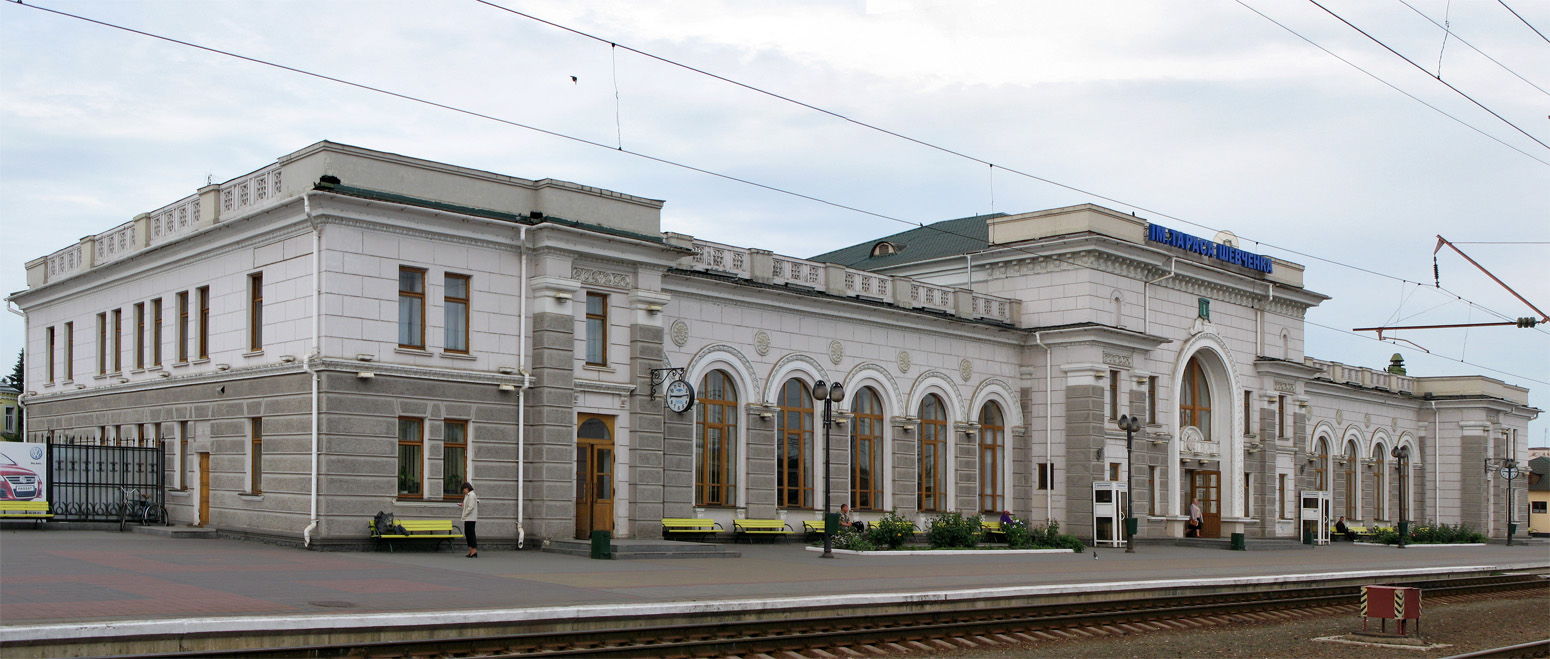
Вокзал станции Имени Тараса Шевченко
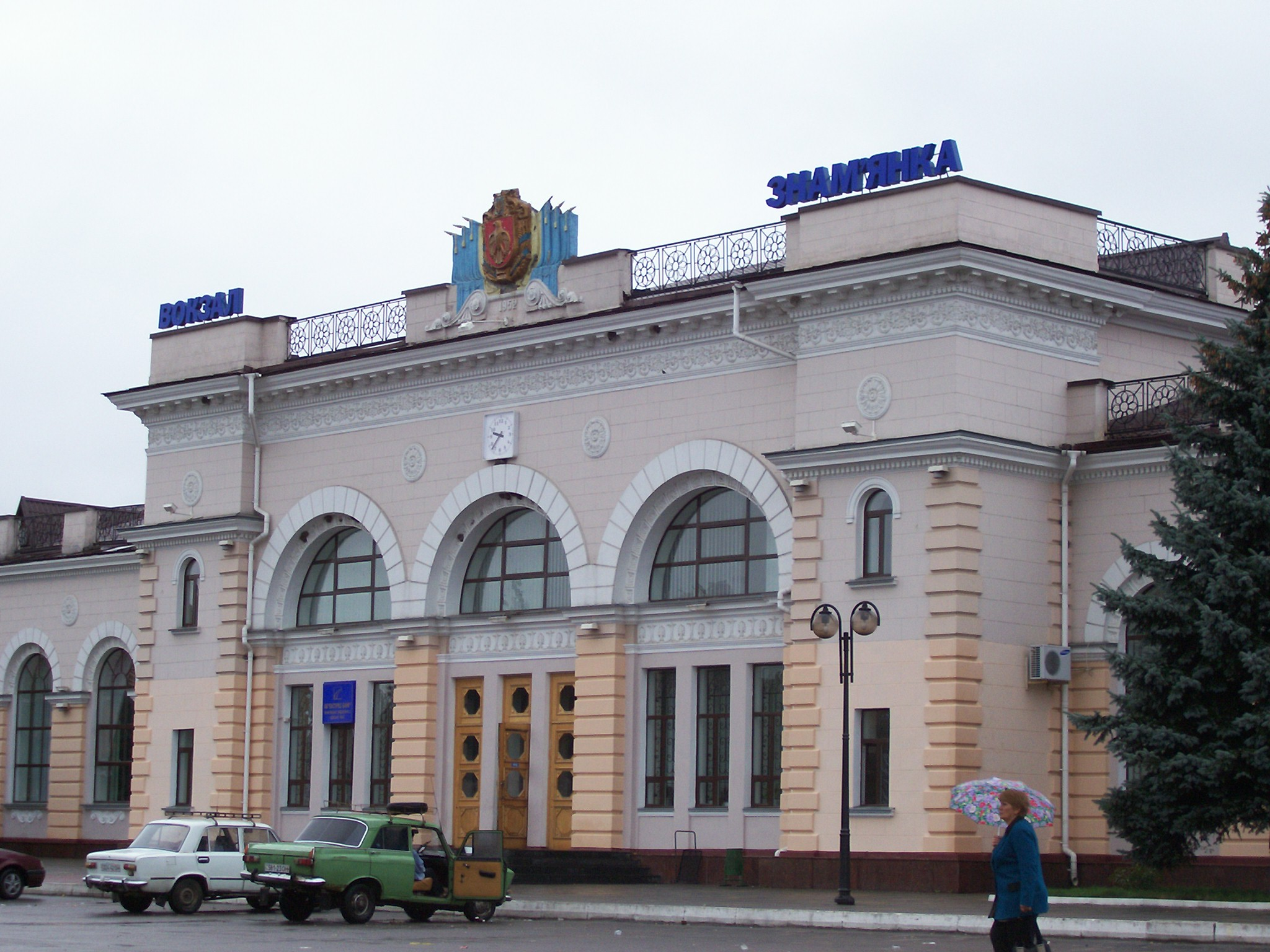
Вокзал станции Знаменка-Пассажирская
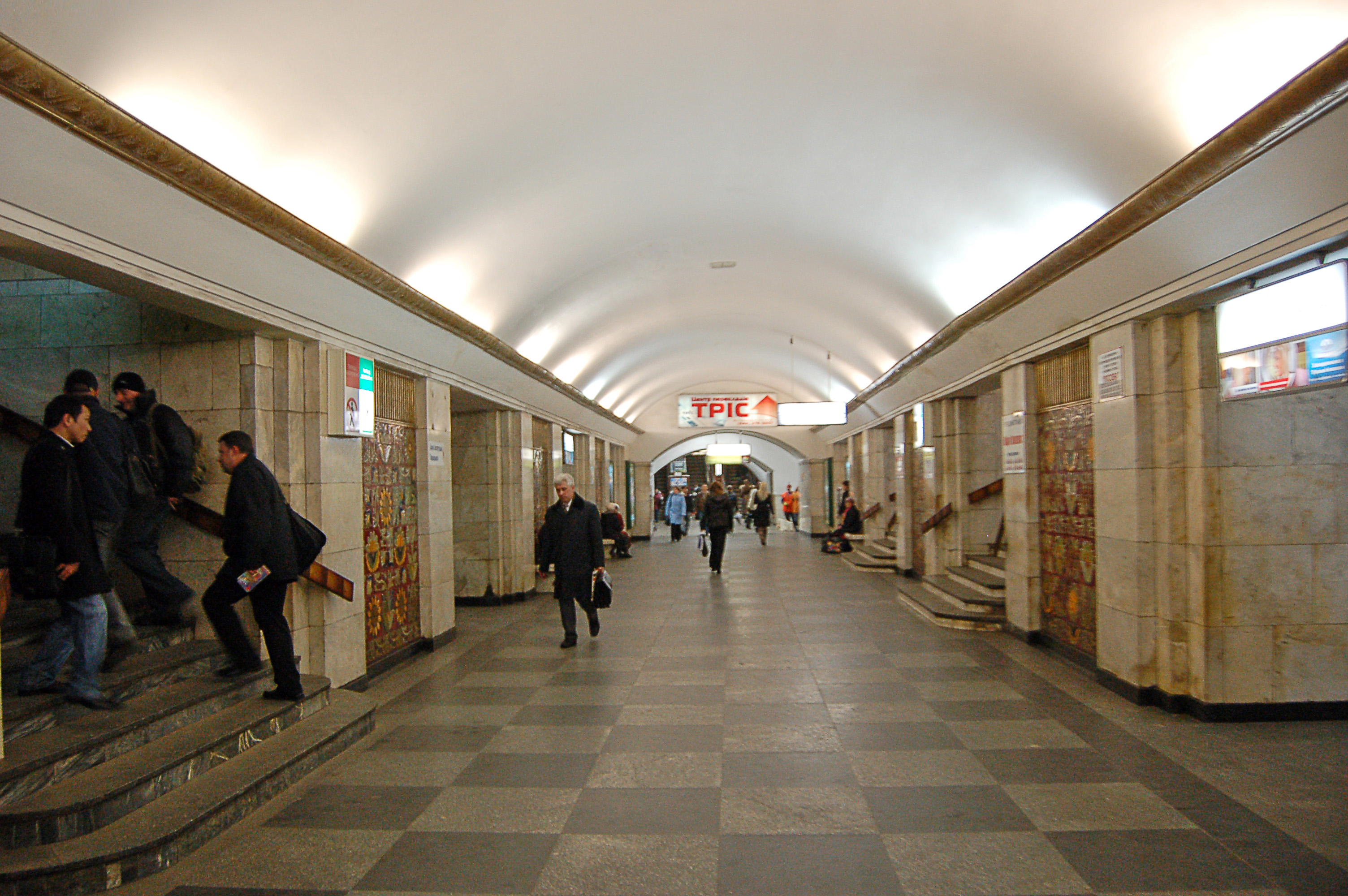
Станция метро «Крещатик»
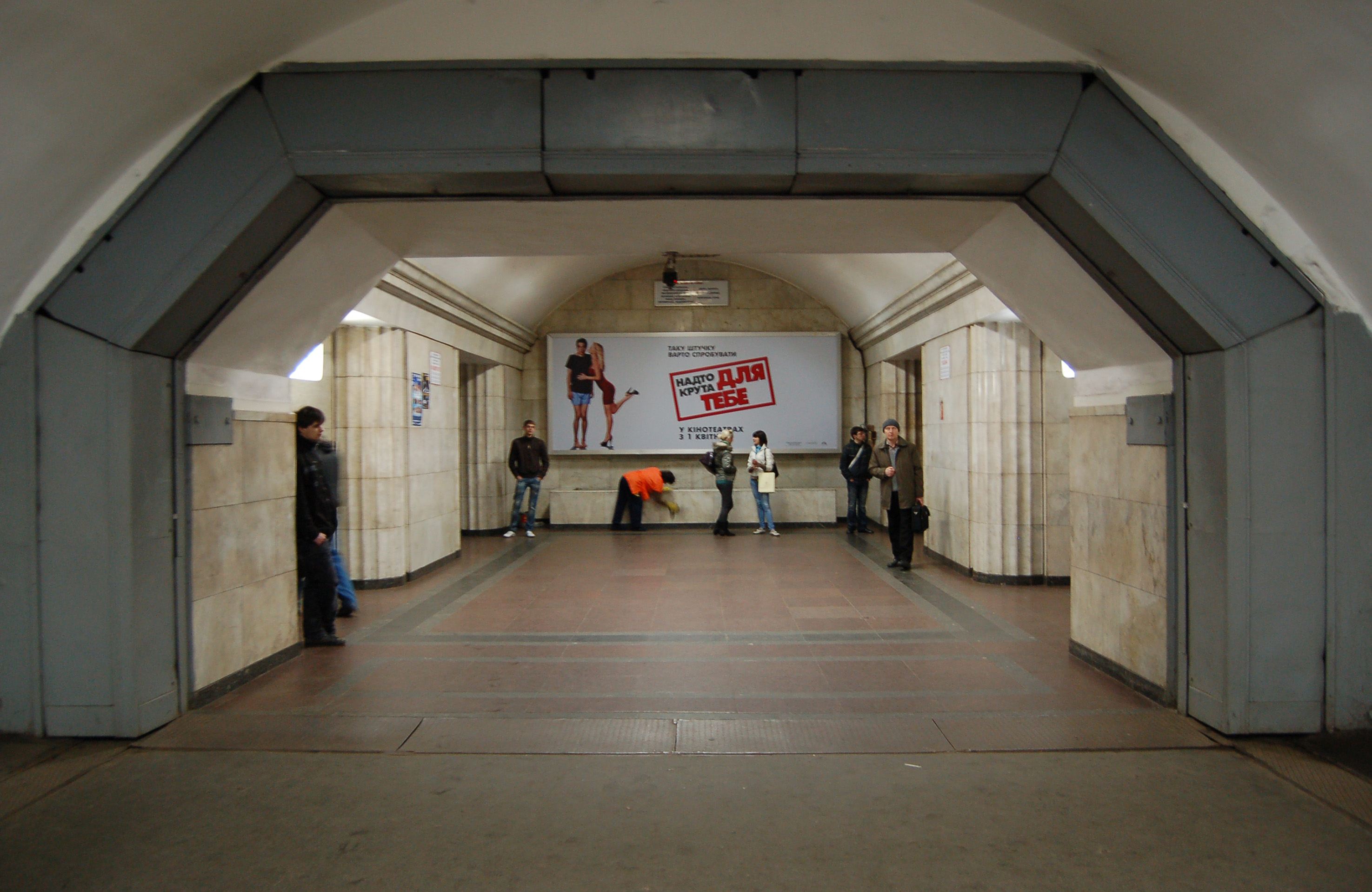
Станция метро «Арсенальная»
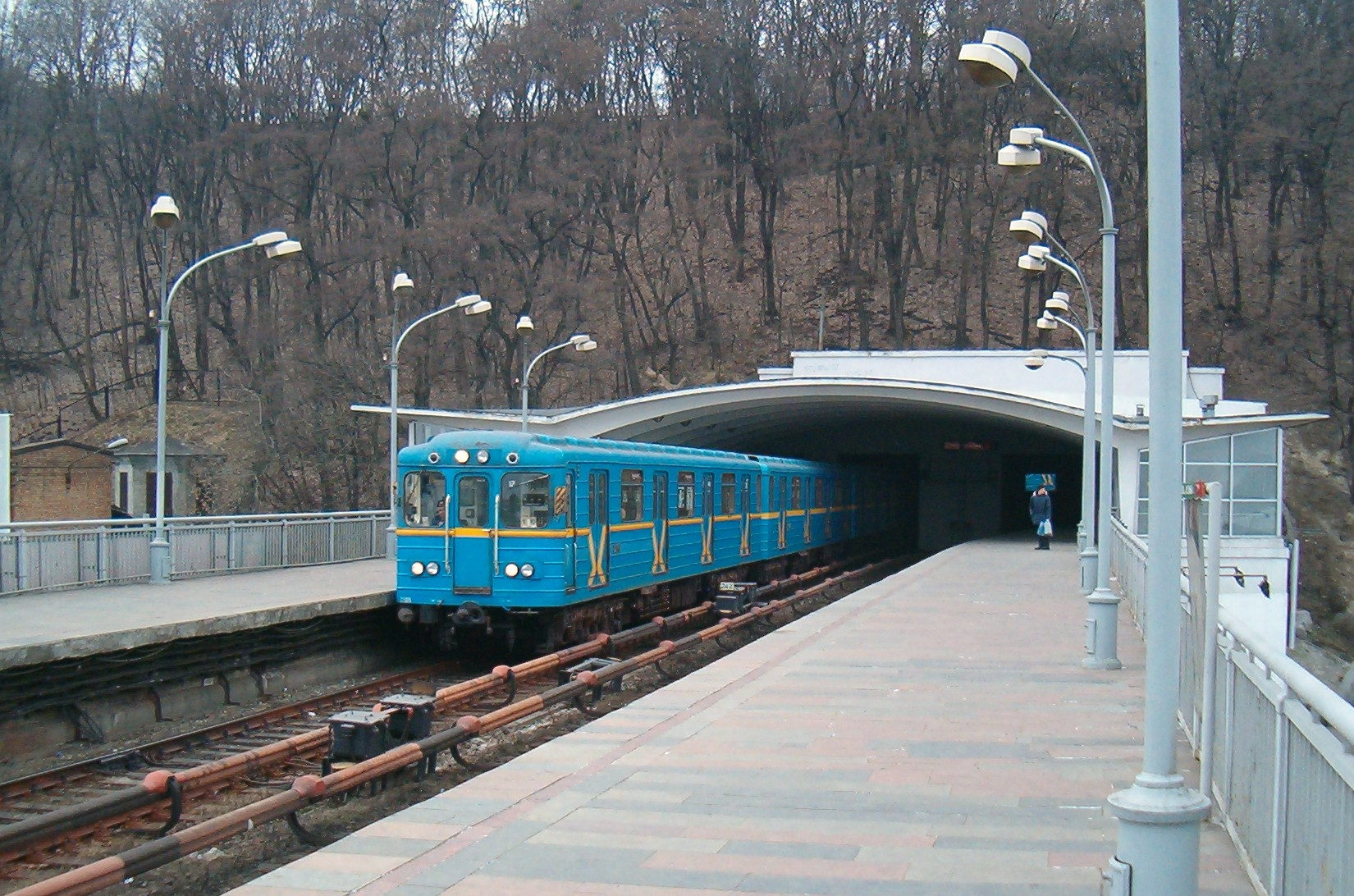
Станция метро «Днепр»
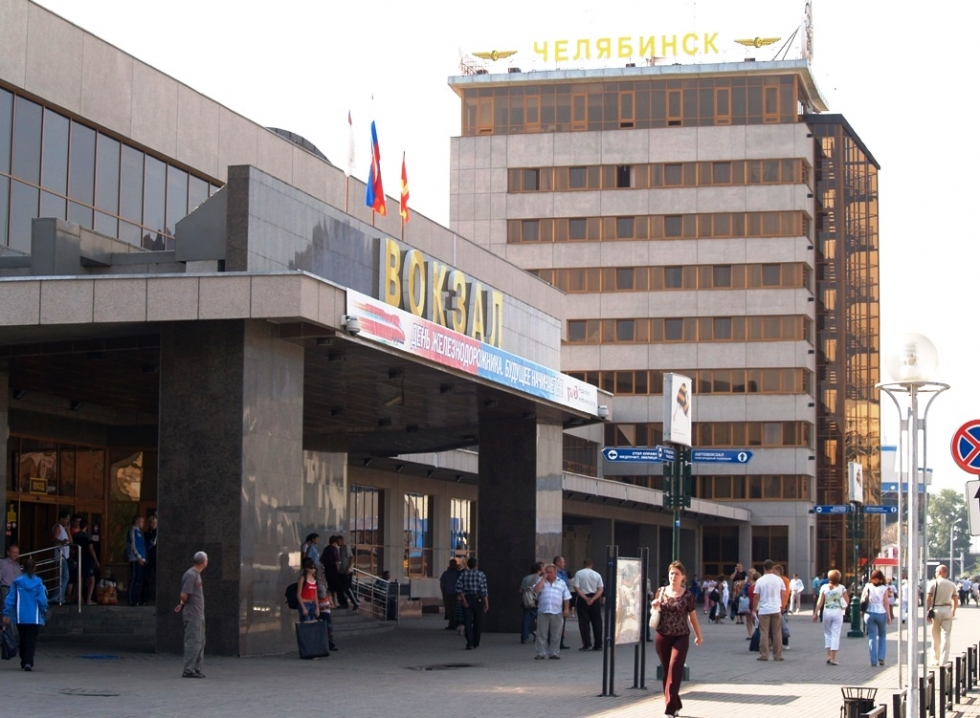
Автобусно-железнодорожный вокзал Челябинска